# Adrian Mannarino
Adrian Mannarino (n. 29 iunie 1988) este un jucător francez de tenis. Cea mai înaltă poziție în clasamentul ATP la simplu este locul 19 mondial, în ianuarie 2024. A câștigat primul său titlu de simplu în ATP Tour în 2019 la Rosmalen pe iarbă, învingându-l pe Jordan Thompson în finală. De-a lungul carierei sale, Mannarino a obținut victorii în fața unor  jucători clasați în Top 10 al clasamentului de simplu ATP: Marin Čilić, Milos Raonic, Andrei Rubliov, Dominic Thiem, Stefanos Tsitsipas, Jo-Wilfried Tsonga și Stan Wawrinka. A câștigat 5 titluri ATP la simplu.